# Guerra comercial

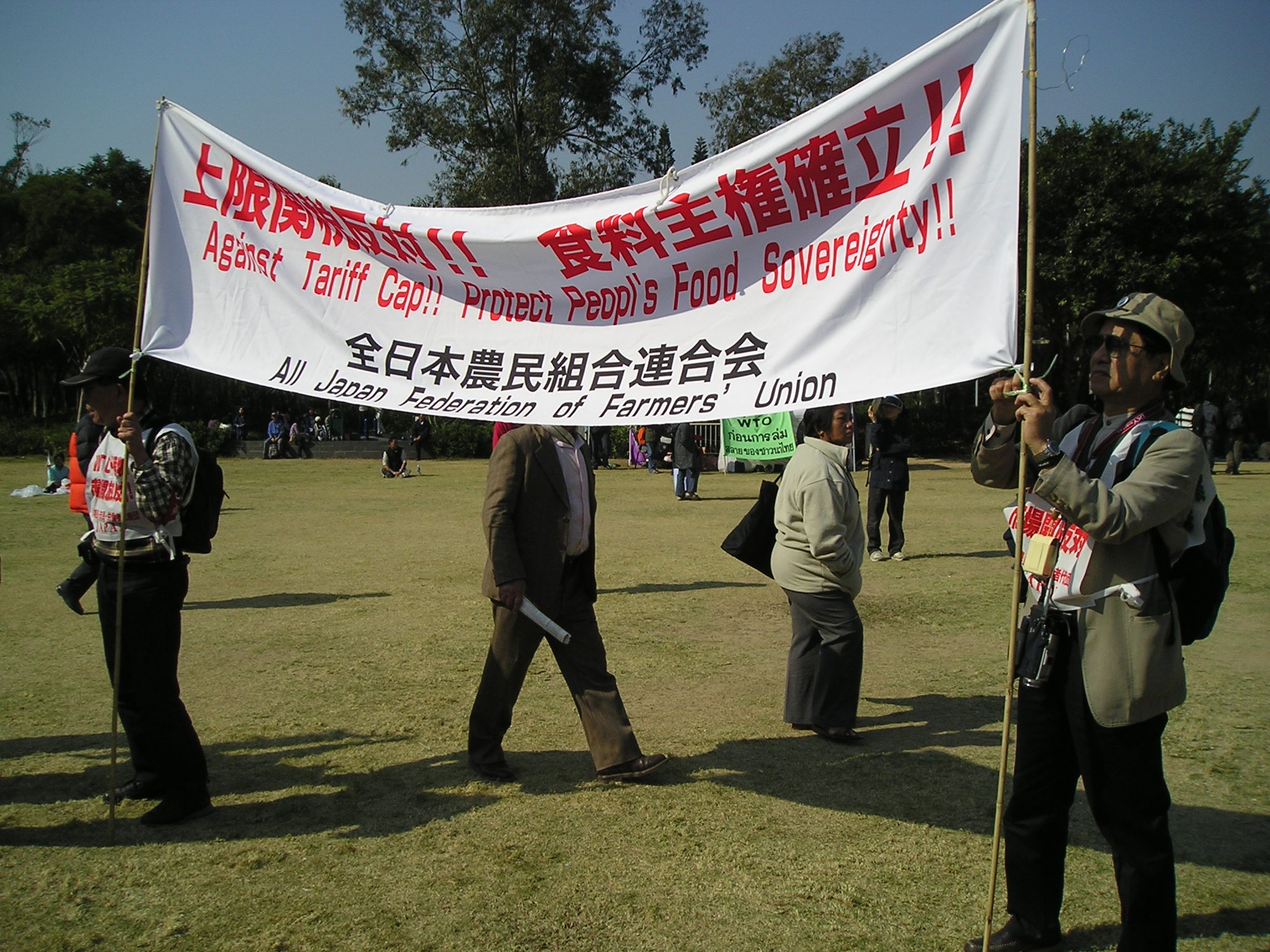
Bandera contra el límite arancelario de los agricultores japoneses.

La guerra comercial consiste en la adopción por parte de uno o varios países de tarifas o barreras al comercio con uno o varios países terceros. Este término es antónimo del reconocido libre comercio.
Los economistas por regla general opinan que este tipo de guerra es muy poco productiva, con una gran influencia negativa sobre el bienestar social y económico de las naciones implicadas; sin embargo, los politólogos consideran la amenaza que supone una guerra comercial como una importante ayuda a la hora de obtener concesiones de otros tipos.
Algunos economistas argumentan que algunas protecciones económicas son más costosas que otras que podrían conducir a la guerra comercial. Por ejemplo, si un país eleva sus aranceles, otro podría como represalia subir sus aranceles de la misma forma, pero incrementar los subsidios a cierto sector económico es una estrategia de más difícil represión por parte de un país extranjero. Muchos países pobres, por ejemplo, no tienen la posibilidad de elevar los subsidios a sus sectores económicos, por lo que son más vulnerables a este tipo de guerra comercial (véase por ejemplo el caso de la agricultura en Europa, cuyos subsidios impiden en cierto modo la competencia procedente del exterior, o al menos la limita). Al elevar la protección contra la exportación de productos más baratos, los países pobres se exponen a que estos productos sean demasiado caros para que su economía los pueda producir.